# پوشش (فیبر نوری)
در یک فیبر نوری، پوشش یا روکش یا پوسته (به انگلیسی: cladding) مواد یا موادی با ضریب شکست کمتر نسبت به هسته هستند که دور آن را احاطه کرده‌اند. پوشش سبب می‌شود که پرتو نور در اثر بازتابش کلی، درون هسته حبس شود و بتواند در طول فیبر منتشر شود. در بعضی از فیبرها، نور همانند هسته در داخل پوشش نیز منتشر می‌شود که به آن حالت پوسته (cladding mode) گفته می‌شود.
روزنه عددی تابعی از ضرایب شکست هسته و پوشش است به طوریکه:
{\displaystyle \mathrm {NA} ={\sqrt {n_{\mathrm {core} }^{2}-n_{\mathrm {clad} }^{2}}}}
اکثر فیبرهای نوری شیشه‌ای دارای پوششی است که قطر بیرونی آن را به ۱۲۵ میکرون می‌رساند.